# Franz Schillinger (Komponist)
Franz Schillinger (* 1964 in Weißenburg in Bayern; † 18. Oktober 2005 in Nürnberg) war ein deutscher Komponist und Gitarrist.
Schillinger wuchs in Weißenburg auf. Als Gymnasiast begann er sich für zeitgenössische Musik zu interessieren und zu engagieren; u. a. interpretierte er Werke von Karlheinz Stockhausen. Später war er in Weißenburg und Nürnberg als Gitarrenlehrer tätig. Bis zu seinem frühen Tod lebte er in Nürnberg, wo er u. a. mit den Pegnitzschäfer-Klangkonzepten zusammenarbeitete. In seinen Kompositionen verband er akustische mit elektronischen Verfahren. Im Juni 1992 wurde Schillinger mit dem Johann-Alexander-Döderlein-Förderpreis der Stadt Weißenburg ausgezeichnet.

## Werke (Auswahl)
- Das Krüppellied (1988). Klangcollage über das Lied von Peter Hammerschlag
- Erbarm dich mein, o Herre Gott (1995) für acht Frauenstimmen
- Veränderliche Langsamkeiten III (2002) Violine, Horn und Live-Elektronik
- 13 apostatische Sequenzen für Horn, Orgel und Elektronik. UA 2002 Nürnberg (Dreieinigkeitskirche)
- Insisting Voices für Horn. UA 17. August 2005 Nürnberg (Dreieinigkeitskirche)
- Insisting Voices II (2003) für Horn. UA 2003 Nürnberg (Dreieinigkeitskirche)
- Musik für einen Blockflötisten und Truhenorgel (2003). UA 20. Dezember 2005 Nürnberg
- Am Grab Johann Pachelbels (2003). Klanginstallation. UA 2003 Nürnberg (Dreieinigkeitskirche)
- Chromatische Studien. UA 2004 Nürnberg (Dreieinigkeitskirche)
- Chroma II / III (2003) für Gitarre. UA 20. Dezember 2005 Nürnberg
- Cantus für 8-stimmigen Frauenchor. UA 17. August 2005 Nürnberg (Dreieinigkeitskirche)
- Text für Chor, über ein Gedicht von Annette Frinzl. UA 17. August 2005 Nürnberg (Dreieinigkeitskirche)
- Environment für 3 Keyboards. UA 17. August 2005 Nürnberg (Dreieinigkeitskirche)
- Traces für 3 Gitarren
- Komposition für Truhenorgel und Orgel